# Sông Urmi
Urmi (tiếng Nga: Урми) là một sông thuộc vùng Khabarovsk tại Nga. Sông có chiều dài 458 km và diện tích lưu vực là 15.000 km². Có khoảng 1.040 hồ tại lưu vực sông Urmi; tổng diện tích mặt nước của chúng là trên 32 km².
Urmi hợp lưu vào sông Kur để tạo thành Tunguska, sau đó lại đổ vào sông Amur đối diện với Khabarovsk.
Các thuyền nhỏ có thể thông hành trên sông.